# Arthur C. Clarke Award
Arthur C. Clarke Award je britská cena udělovaná nejlepšímu románu žánru science fiction, vydanému v uplynulém roce. Cena byla založena na grantu od Arthura C. Clarka a poprvé byla udělena v roce 1987. Vítězné dílo vybírá pětičlenná porota, do které po dvou členech nominují British Science Fiction Association a Science Fiction Foundation a jednoho člena Sci-Fi-London film festival. Cena se skládá z plakety, tvarované jako knižní zarážka, a šeku. Ten má v librách hodnotu stejnou jako je rok, ve kterém je udělována. V roce 2001 tak byla tato hodnota 2001£.

## Oceněná díla
- 1987 – The Handmaid's Tale (Margaret Atwoodová)
- 1988 – Drowning Towers (George Turner)
- 1989 – Unquenchable Fire (Rachel Pollacková)
- 1990 – The Child Garden (Geoff Ryman)
- 1991 – Take Back Plenty (Colin Greenland)
- 1992 – Synners (Pat Cadigan)
- 1993 – Body of Glass (Marge Piercyová)
- 1994 – Vurt (Jeff Noon)
- 1995 – Fools (Pat Cadigan)
- 1996 – Fairyland (Paul McAuley)
- 1997 – The Calcutta Chromosome (Amitav Ghosh)
- 1998 – The Sparrow (Mary Doria Russellová)
- 1999 – Dreaming in Smoke (Tricia Sullivanová)
- 2000 – Distraction (Bruce Sterling)
- 2001 – Nádraží Perdido (China Miéville)
- 2002 – Bold As Love (Gwyneth Jonesová)
- 2003 – The Separation (Christopher Priest)
- 2004 – Quicksilver (Neal Stephenson)
- 2005 – Železná rada (China Miéville)
- 2006 – Air (Geoff Ryman)
- 2007 – Nova Swing (M. John Harrison)
- 2008 – Black Man (Richard K. Morgan)
- 2009 – Song of Time (Ian R. MacLeod)
- 2010 – Město & město (China Miéville)
- 2011 – Zoo City (Lauren Beukes)
- 2012 – The Testament of Jessie Lamb (Jane Rogers)
- 2013 – Dark Eden (Chris Beckett)
- 2014 – Ancillary Justice (Ann Leckie)
- 2015 – Station Eleven (Emily St. John Mandel)
- 2016 – Children of Time (Adrian Tchaikovsky)
- 2017 – The Underground Railroad (Colson Whitehead)
- 2018 – Dreams Before the Start of Time (Anne Charnock)
- 2019 – Rosewater (Tade Thompson)
- 2020 – The Old Drift (Namwali Serpell)
- 2021 – The Animals in That Country (Laura Jean McKay)
- 2022 – Deep Wheel Orcadia (Harry Josephine Giles)
- 2023 – Venomous Lumpsucker (Ned Beauman)